# لويد دين
لويد دين (بالإنجليزية: Lloyd Dane)‏ هو مهندس أمريكي، ولد في 19 أغسطس 1925 في إلدون في الولايات المتحدة، وتوفي في 16 ديسمبر 2015.